# دوسالانه بین‌المللی هنر پکن
دوسالانهٔ بین‌المللی هنر پکن (انگلیسی: Beijing International Art Biennale) دوسالانهٔ چین برای هنر معاصر بین‌المللی است که به میزبانی پکن برگزار می‌شود. سومین دورهٔ این رویداد که از سال ۲۰۰۳ آغاز شده، برای عدم تداخل با بازی‌های المپیک چین، با یک سال تأخیر در سال ۲۰۰۸ برگزار شد. دوسالانهٔ بین‌المللی هنر پکن توسط انجمن هنرمندان چین سازماندهی می‌شود و مشخصهٔ آن مشارکت متنوع بین‌المللی است.